# 李晏 (金朝)
李晏（1123年—1197年），字致美，泽州高平人，金朝官员。
李晏性情倜傥。皇统六年（1146年），以经义进士登第。担任岳阳县丞。再转辽阳府推官，历中牟县令。完颜亮营建汴京，在河上运木，李晏领任。李晏见经过三门之险，上书行台，将其木散投入水，使工人在下流取木。丁忧服除，召补尚书省令史。辞去，担任卫州防御判官。金世宗召他为应奉翰林文字，见到他说：“李晏精神如旧。”慰劳甚悉。当时议郊礼，命李晏摄太常博士，不久正式任命。担任高丽读册官，五次升迁官至秘书少监，兼尚书礼部郎中，出为西京副留守。金世宗侍臣举荐能起草诏赦册命之文的翰林，大家推举李晏，于是召李晏为翰林直学士，兼太常少卿。因母亲年老请求归养，授任郑州防御使，未赴，母亲去世。起复为翰林直学士。
金世宗在后阁召李晏读新进士的对策，关于县令阙员用何种办法选取，李晏说道，本朝设科取士，开始分南北两选，北选一百人，南选一百五十人，共二百五十人。词赋经义入仕之人既多，因此县令未尝阙员。其后南北通选，只设词赋一科，每次科举限取六七十人。入仕之人既少，县令所以阙员。金世宗下诏，只后取士不限人数。擢升李晏为吏部侍郎，兼前职。为中都路推排使，升迁为翰林侍讲学士，兼御史中丞。一位朝官因病告假，金世宗怀疑有诈，追问李晏。李晏说百官告病，监察御史当审察。臣作为御史中丞，官吏奸私则当进言。告病小事，臣可能不知道。。他走后，世宗目送，说：“李晏年老，气犹未衰。”一日，御史台奏请增加监察员，世宗对李晏说：“豳王年少还未练达，朕以御史台之事委任于卿，当一一用意。”
辽朝时，朝廷拨赐民户纳税给锦州龙宫寺，日久这些民户都沦为寺奴，有想要申诉的，都害死在岛中。李晏具奏：“在僧律，和尚不杀生，何况人命。辽国以良民作为二税户，是不道之极，今幸遇圣朝，请求全部释为良民。”金世宗采纳其言，于是获免之人六百多。李晏调查清楚，又免除同判大睦亲府事谋衍家的百姓质券，出任贺宋正旦国信副使。金世宗病危，命他住在禁中，一时诏册都是他书写的。金章宗即位，他上奏节俭、宽法等十事。请求退休，改任礼部尚书、兼翰林学士承旨，沁南军节度使，致仕后，又起用为昭义军节度使。明昌六年（1195年），告病回家，金章宗让他儿子左司员外郎李仲略为泽州刺史，以便赡养，承安二年（1197年）去世，年七十五岁，谥号文简。